# Pseudoscaphirhynchus
Pseudoscaphirhynchus es un género de peces acipenseriformes de la familia acipenseridae, se distribuyen en los ríos Amu Daria y Sir Daria en el sistema de mar de Aral ubicados en Asia central.  Son esturiones relativamente pequeños, con una longitud máxima de 75 cm.
Poseen un pedúnculo caudal corto, ligeramente deprimido y no completamente acorazado.  Las especies de este género están amenazadas debido a la degradación de su hábitat, construcción de presas, extracción del agua para el riego y el uso de pesticidas provocaron que una especie (Pseudoscaphirhynchus fedtschenkoi) este considerado posiblemente extinto,  y dos especies (Pseudoscaphirhynchus hermanni y Pseudoscaphirhynchus kaufmanni) en peligro crítico de extinción.

## Taxonomía
Actualmente hay tres especies reconocidas en este género.
- Pseudoscaphirhynchus fedtschenkoi (Kessler , 1872)
- Pseudoscaphirhynchus hermanni (Kessler , 1872)
- Pseudoscaphirhynchus kaufmanni (Kessler , 1872)